# Пен (Пенсилванија)
Пен (енгл. Penn) град је у америчкој савезној држави Пенсилванија.

## Демографија
По попису из 2010. године број становника је 475, што је 15 (3,3%) становника више него 2000. године.
| Група             | 2000.       | 2010.       |
| Белци             | 444 (96,5%) | 451 (94,9%) |
| Афроамериканци    | 7 (1,5%)    | 11 (2,3%)   |
| Азијати           | 0 (0,0%)    | 0 (0,0%)    |
| Хиспаноамериканци | 0 (0,0%)    | 5 (1,1%)    |
| Укупно            | 460         | 475         |